# Ordino
Ordino este una dintre cele 7 parohii ale Andorrei. 